# معركة جورة بحلص
معركة جورة بُحلُص وهي إحدى معارك ثورة فلسطين 1936 وواحدة من أكبرها، وقعت في 11 تشرين أول 1938. دارت المعركة في جورة بحلص المعروفة اليوم باسم «رأس الجورة» وهي المدخل الشمالي لمدينة الخليل. قاد المعركة على الجانب الفلسطيني عبد الحليم الجولاني الملقّب ب«الشَّلف» معه 200 متطوع و50 من الثوار الدائمين المتفرغين للثورة. تُعتبر المعركة من أكبر المعارك في التاريخ النضالي الثوري الفلسطيني ومن المعارك التي رفعت معنويات الثوار الفلسطينيين.

## خلفية وظروف المعركة
بعد نجاح قوات الثورة الفلسطينية في احتلال مدنية الخليل ومدينة بئر السبع في معركة الخليل ومعركة بئر السبع والاستيلاء على السلاح والذخيرة من مخازن السلاح الإنجليزي فيها، اجتمعت قيادة الثورة في شعب الملح (وهي مركز قيادة الثورة الفلسطينية لمنطقة الخليل) وقررت القيام بهجوم شامل على مدنية الخليل.[بحاجة لمصدر]

## سير المعركة
انتشر مئات الثوار والمتطوعين من بيت أمّر شمال الخليل مرورًا بحلحول وحتى منطقة الحاووز في الخليل ناصبين كمينًا متقنًا على مدى 3 كم. تركّز الثوار في منطقة جورة بحلص مغلقين الطريق بواسطة الحجارة. وفي الساعة الثالثة بعد الظهر وصلت قافلة إنجليزية مكوّنة من 3 مدرّعات و5 سيارات نقل جنود مكشوفة وقبل وصولها لحلحول وجدت الطريق مسدودة بالحجارة فنزل عدد من الجنود لإزالة الحجارة وما أن استقروا على الأرض حتى انهال عليهم الثوار بوابل من رصاص فصيل القيادة فتعطلت جميع السيارات، واشترك في القتال عدد من الفصائل، بينما بقيت الفصائل الأخرى مرابطة شمال وجنوب الخليل من أجل منع وصول النجدات البريطانية. تمكّن الثوار من قتل جميع الجنود في القافلة البالغ عددهم 75 جنديًا والاستيلاء على الأسلحة وإحراق المدرعات والسيارات، في هذه الأثناء وقبل غروب الشمس بساعة تقريبًا حضرت خمس طائرات حربية إنجليزية وأخذت تلقي قنابلها وتطلق رصاص رشاشاتها على مواقع الثوار.
هنا أصدر القائد عبد الحليم الجولاني أوامره بالانسحاب بشكل منظم وأخذت الطائرات تحلق على قرب من الأرض لتتمكن من تسديد الإصابة للثوار ولكنها تعرضت لرصاص الثوار وسقطت طائرة على الطريق في جورة بحلص قرب بئر ماء هناك ثم سقطت أخرى قرب رميدي وقتل طيارها على يد عائلة أبو سنينة ودُفن في قرية قلقس وفرّ الثاني إلى الخليل واختفى عند عائلة التكروري وسلَّم نفسه للثورة، وسقطت طائرة ثالثة بين قرية بيت جبرين وخربة أم برج. استمرت المعركة 4 ساعات انسحب بعدها الثوار إلى أماكن متفرقة.[بحاجة لمصدر]

## نتائج المعركة
بذلك بلغت خسائر الجيش البريطاني 75 قتيلًا وإسقاط طائرتين. أمّا على الجانب الفلسطيني فقد استشهد:
1. عبد شاكر جنيد من الخليل - رئيس فصائل المنطقة الغربية.
2. عيد الأشهب من الخليل.
3. هاشم الدويك من الخليل - رئيس فصيل حمولة الدويك.
4. عبد الودود أبو زينة.
5. رباح منير البكري
6. عمر أحمد النتشة.
7. عبد الفتاح محمد من بني نعيم.

ودفنوا جميعا في مغارة واد عزيز في الخليل، وأُصيب 7 آخرون.
استمرت المعركة 4 ساعات انسحب بعدها الثوار إلى أماكن متفرقة.

كانت معركة جورة بحلص واحد من أنجح المعارك الحربية خلال ثورة فلسطين 1936، وقد خلد الشاعر الفلسطيني نوح ابراهم معارك منطقة الخليل بأغنية جاء فيها:
تحيا شباب الخليل - اصحاب الباع الطويل

كا الأمة بتعرفهم - همتهم ما لها مثيل